# Malotenguínskaya
Malotenguínskaya (del ruso: Малотенгинская) es una stanitsa del raión de Otrádnaya del krai de Krasnodar, en Rusia. Está situada en un área premontañosa y boscosa de las vertientes septentrionales del Cáucaso Norte, a orillas del río Mali Teguín, afluente por la izquierda del río Urup, 12 km al sur de Otrádnaya y 219 km al sureste de Krasnodar, la capital del krai. Tenía 1 574 habitantes en 2010.
Es cabeza del municipio Malotenguínskoye, al que pertenecen asimismo Lénina, Sankov, Udobno-Pokrovski y Jloponin.

## Historia
A partir de la década de 1860 se establecieron diversos jútores en tierras de Nadiózhnaya, en el curso inferior del río Mali Tenguín. El jútor Malotenguinski, fundado en 1914, fue elevado al rango de stanitsa en 1925.

## Economía
La principal actividad económica es la agricultura. Cabe destacar la empresa de confección OOO Vasilisa.

## Servicios sociales
En la localidad se halla una escuela de enseñanza media (nº18), un jardín de infancia (Ivushka), una Casa de Cultura y una cancha deportiva.